# Johann Christoph von Buseck
Johann Christoph von Buseck (* 29. August 1687; † 16. Januar 1759) war Deutschordenskomtur.

## Familie

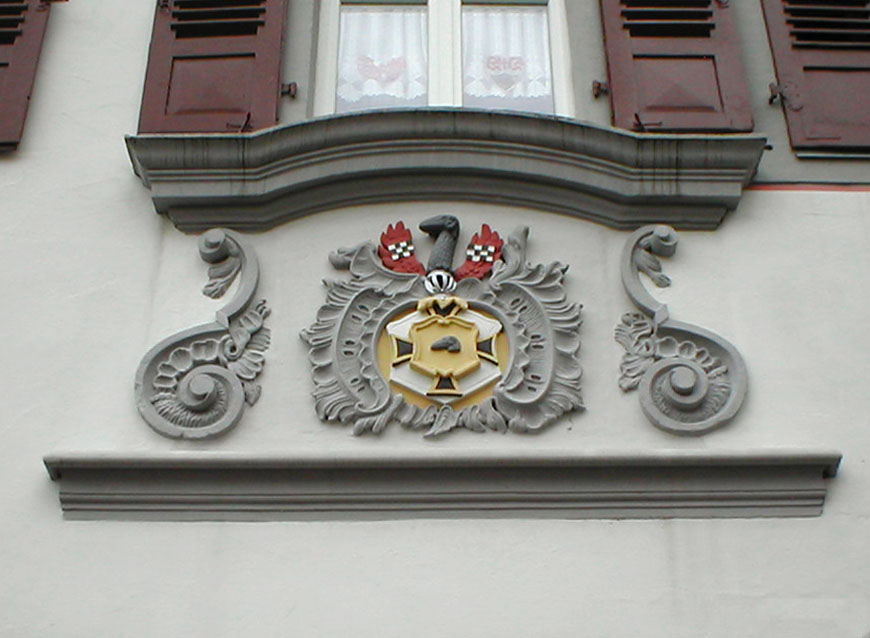
Wappen des Johann Christoph von Buseck, an der ehemaligen Bannwirtschaft des Deutschen Ordens in Gundelsheim.

Johann Christoph von Buseck entstammte dem alten Lahngauer Adelsgeschlecht derer von Buseck. Er war ein Sohn des Philipp Franz Edmund von Buseck und dessen Gattin Maria Antonia Amelia, einer geborenen von Fechenbach. Sein Bruder Friedrich Franz Ludwig von Buseck war unter dem Ordensnamen Amand von Buseck Fürstbischof in Fulda, Ernst Johann Philipp Hartmann (1686–1754), seinen anderer Bruder, war Vicedom in Fulda. Sein Neffe Christoph Franz von Buseck wurde der letzte Fürstbischof von Bamberg.

## Leben
Johann Christoph wurde am 23. September 1722 in Ellingen zum fränkischen Ordensritter. Zuvor hatte er seit 1718 im kaiserlichen Heer in Italien gedient, wo er den Rang eines Hauptmanns erreichte. Seine Zeit als Novize verbrachte er in Ellingen und Mergentheim. Im Jahre 1724 wurde er Hauskomtur in Ellingen und seit dem 2. Februar 1729 war er Komtur des Hornecker Ordenshauses in Gundelsheim, sowie Oberamtmann des Scheuerberger Gebiets. Mit dem 9. April 1735 wurde er fränkischer Ratsgebietiger. Sein Grabmal befindet sich in der Stadtpfarrkirche St. Nikolaus in Gundelsheim. Gemäß DEMEL (siehe Literatur) ist allerdings das auf der Grabplatte genannte Geburtsdatum, der 1. September 1687, falsch.

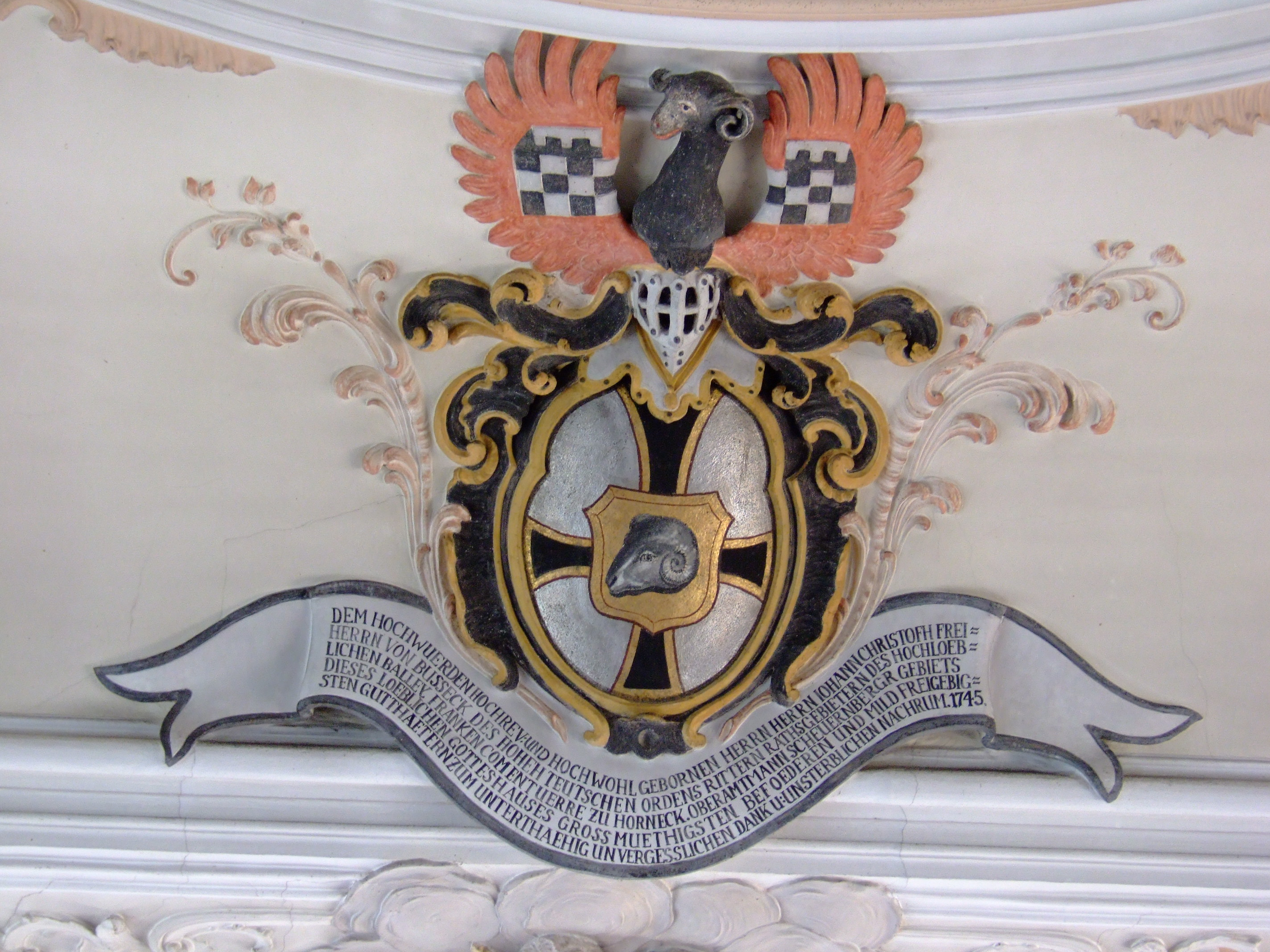
Wappen von Johann Christoph Freiherr von Buseck in der Kirche „St. Remigius“ in Dahenfeld
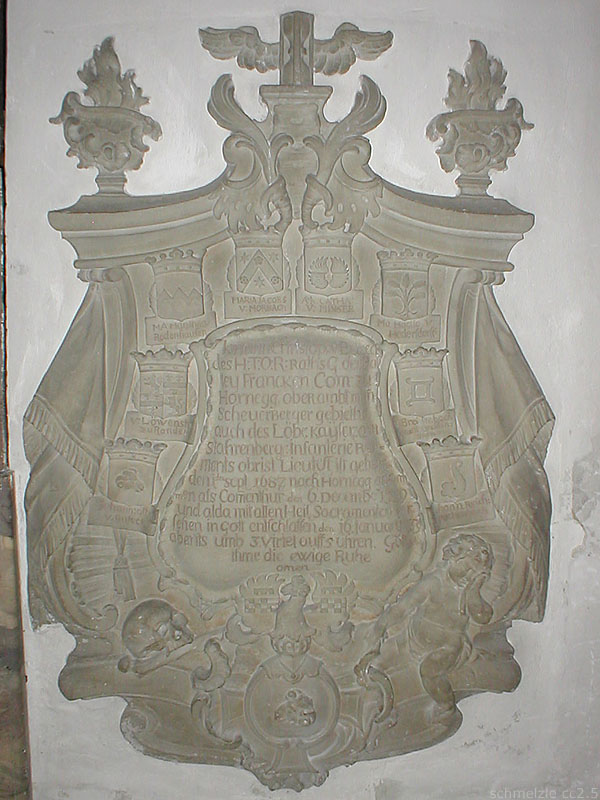
Buseck-Grabmal in der Stadtpfarrkirche St. Nikolaus in Gundelsheim